# Smrtonosná zbraň
Smrtonosná zbraň (v anglickém originále Lethal Weapon) je americká akční komedie natočená roku 1987 režisérem Richardem Donnerem. Tento snímek se stal průkopníkem v žánru buddy cop komedie, tzn. veselohře pojednávající o dvou spřátelených policistech. Autorem scénáře je Shane Black, jehož následující kariéru Smrtonosná zbraň silně ovlivnila. Hlavní role ztvárnili američtí herci Mel Gibson (jako detektiv Martin Riggs) a Danny Glover (jako detektiv Roger Murtaugh). Jedná se o první ze čtyř filmů stejnojmenné série.
Smrtonosná zbraň získala jednu nominaci na Oscara v kategorií Nejlepší mix zvuku. Film se stal komerčním úspěchem, když vydělal celosvětově 120 milionů dolarů.

## Děj
Roger Murtaugh je stárnoucí detektiv LAPD, který se vždy choval slušně a rozumně, navíc má jít za pár týdnů do důchodu. Jenže za parťáka dostane detektiva Martina Riggse, který se po smrti své manželky pokusil spáchat sebevraždu a je přesným opakem povahy Murtaugha. Zprvu si sice moc nepadnou do oka, ale navzdory tomu musí spolupracovat, aby vyřešili, kdo zavraždil dceru jednoho bankéře. Společně pak časem odhalují, že za zabitím stojí nejen pašeráci drog, ale například i bývalí žoldáci. A to ještě neví ani zdaleka všechno.

## Obsazení
| Mel Gibson         | Detektiv Martin Riggs    |
| Danny Glover       | Detektiv Roger Murtaugh  |
| Gary Busey         | Mr. Joshua               |
| Mitchell Ryan      | Generál Peter McAllister |
| Tom Atkins         | Michael Hunsaker         |
| Darlene Love       | Trish Murtaugh           |
| Traci Wolfe        | Rianne Murtaugh          |
| Mary Ellen Trainor | Stephanie Woods          |
| Steve Kahan        | Ed Murphy                |

## Přijetí a odkaz
Smrtonosná zbraň získala převážně pozitivní reakce od filmových kritiků i diváků. Chvály se dočkal nejen scénář, ale i akční pasáže, díky kterým je film i v dnešní době[kdy?] označován za "skvělou akční jízdu". Herecké výkony obou představitelů hlavních rolí se také dočkaly úspěchu a právě díky nim se film stal velmi oblíbeným mezi diváky.
S odstupem času je film označován za jednoho z průkopníků žánru akční film a také za klasiku, která v 80. a 90. letech inspirovala mnoho dalších režisérů. Dodnes se toto dílo těší celosvětové oblibě.
Tento snímek vynesl Mela Gibsona i Dannyho Glovera mezi hvězdy v Hollywoodu. Z Gibsona, který do té doby hrál spíše v australských filmech, se rázem stal jeden z nejpopulárnějších světových herců. Gloverovi Smrtonosná zbraň také posloužila jako odrazový můstek k budoucí herecké kariéře. Ze scenáristy Shana Blacka, jehož byl tento film debutem, se posléze stal uznávaný scenárista i režisér.
Díky velkému úspěchu prvního dílu se dále natočila tři pokračování, ve kterých si Gibson i Glover zopakovali své role. Do série se později zapojilo i mnoho dalších velkých hereckých jmen, jako například: Joe Pesci, Rene Russo, Chris Rock či Jet Li. Aktuálně[kdy?] probíhají práce i na 5. dílu série. V roce 2016 byl uveden televizní seriál Smrtonosná zbraň. Ten se dočkal poměrně dobrých recenzí, ale byl ukončen roku 2019 po 3 sériích.
Na motivy tohoto snímku byla také roku 1993 natočena akční komedie Nabitá zbraň 1, která je v mnoha ohledech parodií na Smrtonosnou zbraň.

## Zajímavosti
- Na roli Martina Riggse byl mj. zvažován i tehdy ještě poměrně neznámý Bruce Willis[10]
- Režisér filmu Richard Donner se vyjádřil, že Gibson a Glover si ihned padli do oka a krátce po svém prvním setkání už spolu vtipkovali[11]
- Oba představitelé hlavních rolí popsali natáčení tohoto filmu jako životní zážitek
- Aby byl Gibson vůbec schopen hrát v tomto filmu, musel odmítnout role ve snímcích Neúplatní (1987) a Moucha (1986)[12]
- Gibson i Glover museli před začátkem natáčení podstoupit několikaměsíční intenzivní trénink, aby se dostali do patřičné formy
- Snímek je inspirován skutečnými událostmi[13]